# Тім Келлер (пастор)
Тімоті Келлер (англ. Timothy Keller; 23 вересня 1950, Аллентаун, Пенсільванія — 19 травня 2023, Нью-Йорк) — американський пастор, теолог і християнський апологет. Голова та співзасновник організації Redeemer City to City, яка готує пасторів для служіння по всьому світу; пастор-засновник пресвітеріанської церкви "Спасіння" у Нью-Йорку, штат Нью-Йорк. 
Автор бестселерів The New York Times «Марнотратний Бог: Відновлення серця християнської віри», «Причина для Бога: Віра в епоху скептицизму» та інших.

## Раннє життя та освіта
Келлер народився в Аллентауні, штат Пенсильванія, в сім'ї Луїзи А. Келлер (Клементе) та Вільяма Б. Келлера, менеджера з телевізійної реклами. Келлер закінчив Бакнелльський університет (бакалаврат, 1972), Теологічну семінарію Гордон-Конвелл (магістр богослов'я, 1975) та Вестмінстерську теологічну семінарію, де здобув ступінь доктора богослов'я у 1981 році під керівництвом Харві М. Конна. Під час навчання в Університеті Бакнелла навернувся до християнства завдяки служінню в християнському товаристві InterVarsity, в якому згодом працював як співробітник. Був висвячений Пресвітеріанською Церквою в Америці (ПЦА) і протягом дев'яти років служив пастором у Вест-Хоупвеллській пресвітеріанській церкві в м. Хоупвелл, штат Вірджинія, одночасно обіймаючи посаду директора з питань заснування нових церков у ПЦА. Він також служив на факультеті Вестмінстерської богословської семінарії у Філадельфії, штат Пенсильванія, де разом з дружиною Кеті Келлер займався міським служінням.

## Теологічні погляди
Келлер уникає ярлика "євангеліст" через політичний і основоположний відтінок, вважаючи за краще називати себе ортодоксальним, оскільки "він вірить у важливість особистого навернення або "відродження", а також у повний авторитет Біблії". Він ідентифікує себе з кальвіністським теологічним ученням, хоча деякі представники цієї традиції критикують його за сучасну інтерпретацію його доктрин. Його описують як "нового пастора, що прихильно ставиться до доктрини", а також як "неокальвініста".

### Євангеліє і релігія
Центральним елементом і основою служіння Келлера було його вчення про євангельську доктрину, з акцентом на доктринах тотальної розбещеності, незаслуженої благодаті і замісної спокути. Це вчення підсумовано в його часто використовуваному поясненні: "Євангеліє таке: Ми більш грішні і недосконалі в собі, ніж ми коли-небудь наважувалися вірити, але водночас ми більш улюблені і прийняті в Ісусі Христі, ніж ми коли-небудь наважувалися сподіватися"[26]. Таке розуміння Євангелія протиставляється тому, що Келлер називає "традиційною релігією" (яку він визначає як набір правил, ритуалів або дій, які дозволяють людині заслужити спасіння або прихильність Бога), а також "безбожництвом" (яке він визначає як віру в те, що Бога немає або немає потреби в його прихильності). Це було названо "євангельським третім шляхом", або "євангелієцентричним" підходом. Типовим прикладом цього вчення є його інтерпретація притчі про блудного сина (див. Блудний Бог), заснована на вченні одного з наставників Келлера, Едмунда Клауні.

### Апологетика
Проповіді Келлера та його апологетика характеризуються шанобливою орієнтацією на освічену і скептичну аудиторію за межами віри. Його найбільш відвертою роботою на цю тему є "Причина Бога", яку він приписує тисячам розмов зі скептично налаштованими нью-йоркцями протягом свого служіння (Reason, xix). В інших місцях він пише про втрату християнської культури на Заході, в тому числі в академічних і культурних установах, і про необхідність для християн контекстуалізуватися в сучасному світському і антирелігійному культурному кліматі.
Щодо креаціонізму, Келлер заявляє, що його погляд не є суворо буквальними і що еволюція "не виключається" в його церкві.

### Ідолопоклонство
Ще однією центральною темою у вченні Келлера є ідолопоклонство, засноване на вченні Мартіна Лютера і Джона Кальвіна, а також на Десяти заповідях й інших частинах Біблії. Келлер стверджує, що сучасне поклоніння ідолам продовжується і сьогодні у формі пристрасті або відданості грошам, кар'єрі, сексу, владі й всьому, чому люди прагнуть надати значення і задоволення в житті, крім Бога (докладно описано в його книзі Counterfeit Gods).

### Соціальна справедливість і політика
Келлер дезавуює "соціальне Євангеліє", характерне для основних протестантських церков, яке виступає за ліберальні політичні цілі й не наголошує на доктринах гріха і замісної жертви. Однак він також критикував євангельський альянс республіканців й стверджував, що християнство є набагато ширшим глобальним рухом, який погоджується з деякими ліберальними та деякими консервативними питаннями (і критикує їх обох). Він також виступав за благодійність та турботу про потреби бідних, спираючись на біблійні тексти, такі як п'ятикнижжя та притча про доброго самарянина.

### Стать і ґендер
Келлер має комплементарний погляд на гендер, який вважає, що Біблія вчить визначеним ролям для обох статей, але конкретні обов'язки, що супроводжують роль кожної статі, не визначені. Він вважає, що "Шлюб забезпечує особистісне зростання, яке відбувається через міжстатеві стосунки". Келлер детально розглядає біблійний погляд на секс і шлюб у своїй книзі "The Meaning of Marriage" і вважає, що гомосексуальна сексуальна поведінка суперечить Писанню. Келлер є підписантом Манхеттенської декларації і виступає проти абортів, але не проти контрацепції.

## Особисте життя
Келлер жив на острові Рузвельта в Нью-Йорку зі своєю дружиною Кеті. У Келлерів троє синів — Девід, Майкл і Джонатан.
У червні 2020 року Келлер повідомив, що у нього діагностовано рак підшлункової залози. Згідно з твітом від 3 грудня 2021 року, хвороба знаходиться під контролем.

## Інтерв'ю
- Amanpour, Christiane (2011). Interview with Pastor Tim Keller, ABC News This Week, April 24.
- Barkhorn, Eleanor (2011), "How Timothy Keller Spreads the Gospel in New York City, and Beyond" The Atlantic, Feb 21, 2011.
- Bechelder, Kate (2014), "God Isn’t Dead in Gotham" Wall Street Journal, Dec 20-21, 2014.
- Kristof, Nicholas (2016). "Pastor, Am I a Christian?" New York Times, December 25, p. SR19.
- Wehner, Peter (2019). "The Moral Universe of Timothy Keller" The Atlantic, Dec 5, 2019.
- Lee, Sophia (2021). "Pastoring the City" World Magazine, Dec 9, 2021.
- Bobrow, Emily (2022). "Pastor Timothy Keller Speaks to the Head and the Heart" Wall Street Journal, Sep 2, 2022.